# Maiabalaena
Maiabalaena nesbittae
Genre
Espèce
Maiabalaena est un genre fossile de cétacés qui a vécu lors de l’Oligocène, il y a 33 millions d’années. Ses restes fossiles ont été mis au jour dans l’Oregon. Une seule espèce est connue à ce jour, Maiabalaena nesbittae.

## Publication originale
- (en) Carlos Mauricio Peredo, Nicholas D Pyenson, Christopher D Marshall et Mark D Uhen, « Tooth Loss Precedes the Origin of Baleen in Whales », Current Biology, Royaume-Uni, Cell Press et Elsevier, vol. 28, no 24,‎ 29 novembre 2018, p. 3992-4000.e2 (ISSN 0960-9822 et 1879-0445, OCLC 45113007, PMID 30503622, DOI 10.1016/J.CUB.2018.10.047).